# IC 683
IC 683 је елиптична галаксија у сазвјежђу Лав која се налази на листи објеката дубоког неба у Индекс каталогу.
Деклинација објекта је + 2° 45' 8" а ректасцензија 11h 21m 31,7s. Привидна величина (магнитуда) објекта IC 683 износи 14,0 а фотографска магнитуда 15,0. IC 683 је још познат и под ознакама CGCG 39-138, NPM1G +03.0302, PGC 34807.